# D'Hanis
D'Hanis est une census-designated place située dans le comté de Medina, dans l’État du Texas, aux États-Unis. Sa population s’élevait à 847 habitants lors du recensement de 2010.

## Géographie
Le village est situé à l'intersection de la route 90, à la ferme Market Road 1796 et ferme à Market Road 2200 sur le Seco Creek.

## Histoire
D'Hanis est également connue pour la couleur rouge des briques. Les ruines de l'ancien St. Dominic's Church sont un monument historique et une attraction touristique. D'Hanis était le troisième village fondé par Henri Castro, et dirigé par neuf familles alsaciennes en 1847.

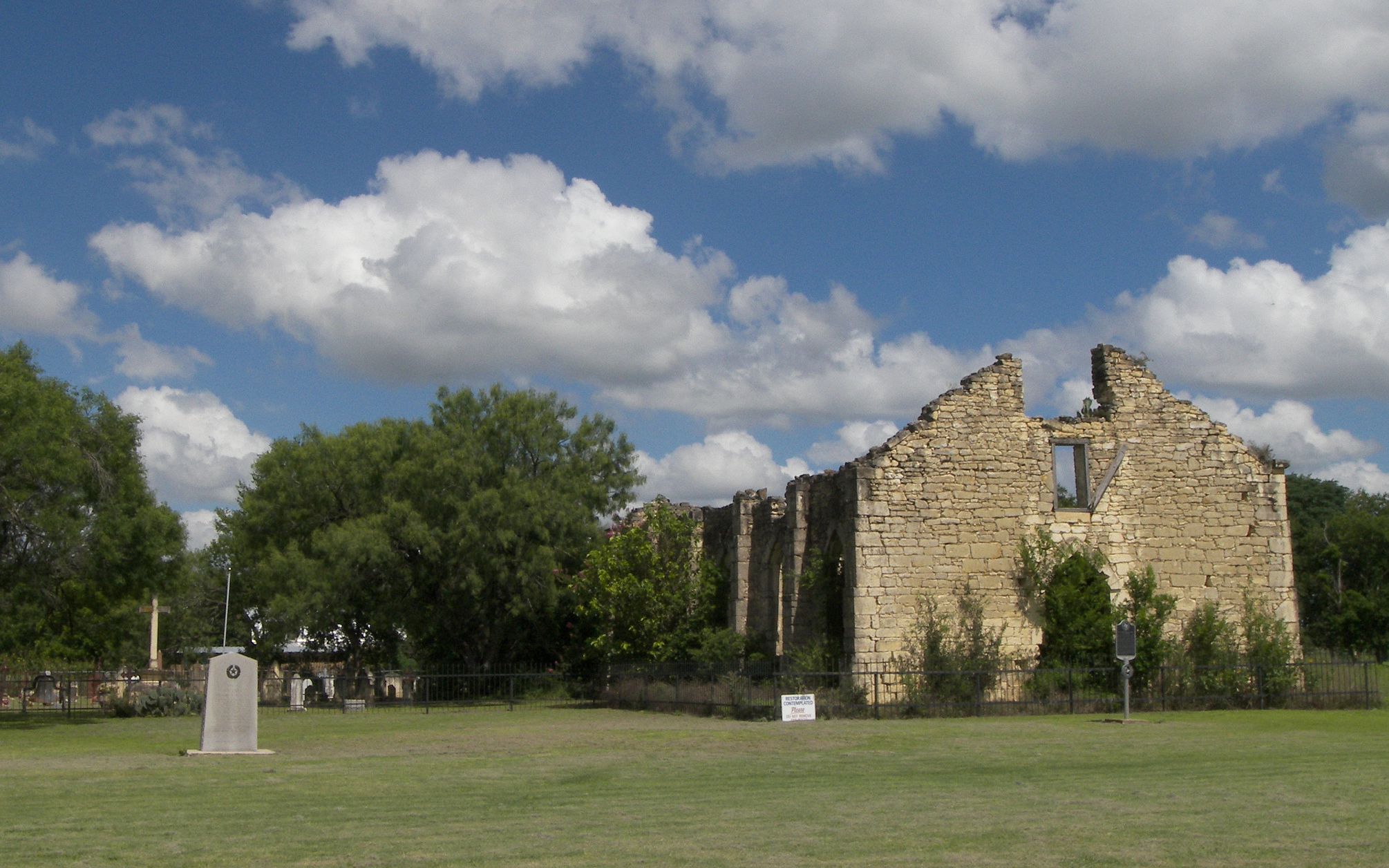
Le cimetière D'Hanis et les ruines de l'église catholique Saint Dominique

Cette ville est par ailleurs jumelée avec le village d'Oberentzen (Haut-Rhin) en Alsace.

## Démographie
| Groupe            | D’Hanis | Texas | États-Unis |
| ----------------- | ------- | ----- | ---------- |
| Blancs            | 89,6    | 70,4  | 72,4       |
| Autres            | 9,6     | 22,5  | 20,0       |
| Métis             | 0,6     | 2,7   | 2,9        |
| Asiatiques        | 0,1     | 3,8   | 4,8        |
| Amérindiens       | 0,1     | 0,7   | 0,9        |
| Total             | 100     | 100   | 100        |
|                   |         |       |            |
| Latino-Américains | 46,5    | 37,6  | 16,7       |

Selon l'American Community Survey pour la période 2011-2015, 77,51 % de la population âgée de plus de 5 ans déclare parler l'anglais à la maison, 22,31 % déclare parler l'espagnol et 0,18 % une autre langue.